# Orville (Pas-de-Calais)
Orville je francouzská obec v departementu Pas-de-Calais v regionu Hauts-de-France. V roce 2014 zde žilo 404 obyvatel.

## Poloha obce
Obec leží u hranic departementu Pas-de-Calais s departementem Somme.
Sousední obce jsou: Amplier, Beauquesne (Somme), Famechon, Halloy, Pommera, Sarton, Terramesnil (Somme) a Thièvres.

## Vývoj počtu obyvatel
Počet obyvatel